# Ramón Marsal
Ramón Marsal Ribó, né le 12 décembre 1934 à Madrid et mort le 22 janvier 2007, était un footballeur espagnol qui évolua au Real Madrid de 1955 à 1958. Sa carrière s'acheva prématurément à la suite d'une blessure.

## Carrière
Repéré dès 1948 par le Real Madrid, Ramón Marsal Ribó rejoint le club école du club madrilène (AD Plus Ultra) avant d'être prêté à l'Hercules Alicante puis au Real Murcie afin de s'aguerrir. À la suite de ses bonnes performances à Alicante et à Murcie, il est intégré à l'effectif du Real Madrid en 1955. Il dispute ainsi la première finale de la Coupe d'Europe disputée au Parc des Princes face au Stade de Reims.
Lors de sa deuxième saison au Real (1956-1957), Ribó signe l'un des buts les plus spectaculaires de l'histoire du club. Il remonte en dribble tout le terrain avant de tromper le portier de l'Athletic Bilbao. Au cours de cette même saison, il participe à la deuxième épopée européenne du Real mais ne rentre pas sur le terrain pour prendre part à la finale.
Il connait son unique sélection en équipe d'Espagne le 13 avril 1958 à l'occasion d'un match amical contre le Portugal.
Le 20 avril 1958, Ribó se blesse au genou lors d'un match contre le Celta Vigo. L'opération chirurgicale se passe mal (hémorragie) et condamne le joueur à abandonner sa carrière de footballeur professionnel. En trois saisons au Real, il aura pris part à 59 matchs officiels pour 27 buts marqués.

## PalmarèsCoupe d'Europe des clubs champions(3):1956, 1957 et 1958
- Champion d'Espagne (2) : 1957 et 1958